# Listowel
Listowel (Lios Tuathail) is een plaats in het Ierse graafschap Kerry.

## Geografie
Listowel ligt langs de N69 tussen Tarbert en Tralee. Bus Éireann verzorgt dagelijkse verbindingen met Tralee, Cork en Limerick. Het dichtstbijzijnde spoorwegstation is in Tralee.
Listowel had vroeger een eigen spoorwegstation tussen Tralee en Limerick. In 1963 werd de lijn gesloten voor reizigersvervoer en in 1978 voor goederenvervoer. In 1988 werd de spoorlijn helemaal opgebroken. Het stationsgebouw in Listowel werd bewaard en is nu particulier eigendom.
Listowel ligt aan de noordelijke oever van de rivier Feale.

## Geschiedenis
In 1888 werd tussen Listowel en Ballybunion de Listowel Ballybunion Railway geopend, de eerste commerciële monorail ter wereld. Er werden zowel reizigers als goederen vervoerd. Deze spoorlijn werd door Charles Lartigue gebouwd. In 2001 werd in Listowel een tentoonstelling over de historische spoorlijn geopend.
De ruïne van Listowel Castle uit de 15de eeuw werd heropgebouwd en is nu een toeristische attractie.

## Sport
Tijdens het laatste weekend van september worden paardenrennen georganiseerd, de Listowel Race.

## Partnersteden
- Los Gatos (Verenigde Staten)
- Shawnee (Verenigde Staten), sinds 1985

De Canadese stad Listowel is genoemd naar de Ierse stad.

## Geboren in Listowel
- John B. Keane (1928), dichter en schrijver
- Bryan McMahon, schrijver